# Schönbornstraße 16 (Bad Kissingen)

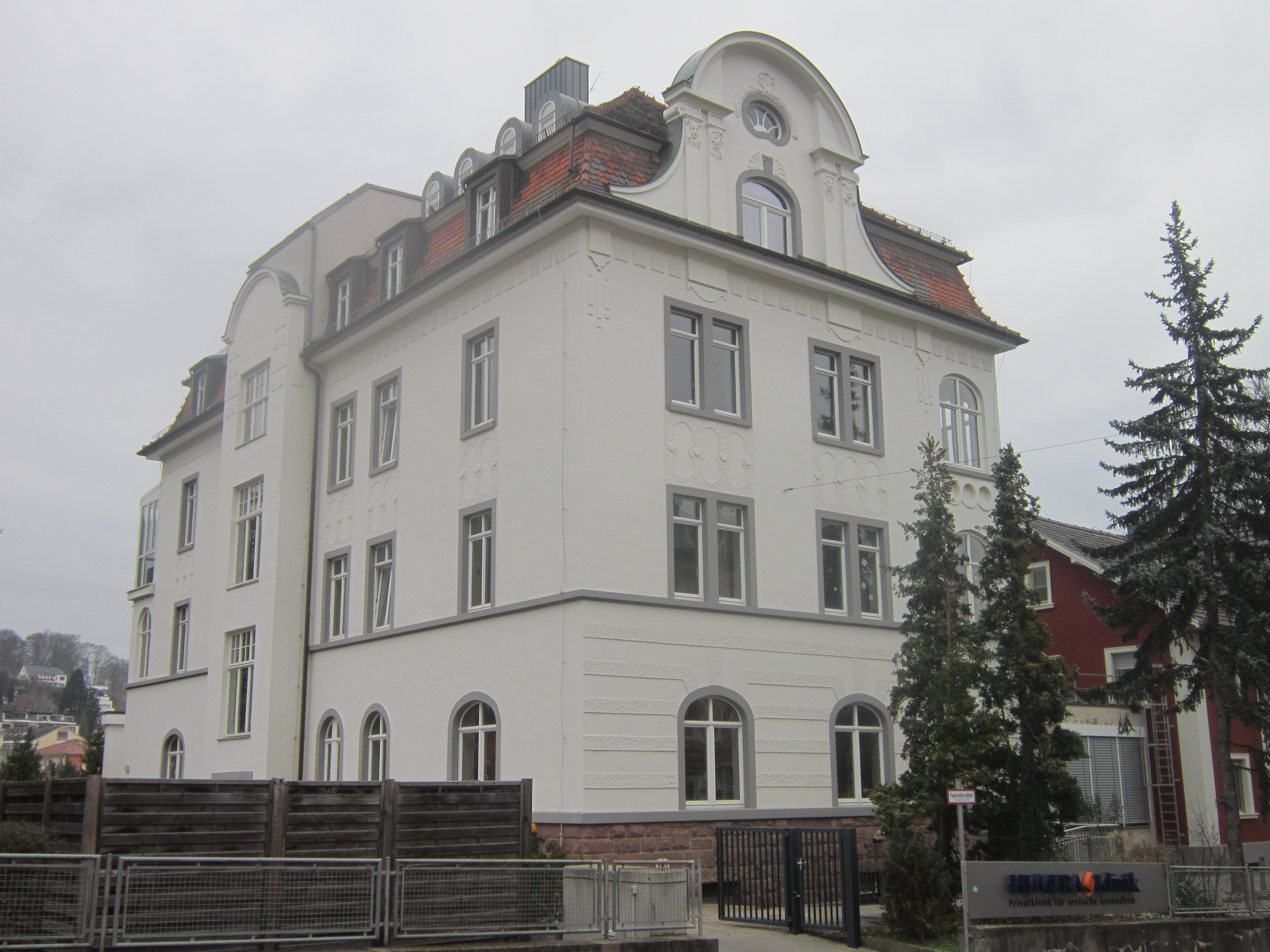
Schönbornstraße 16 in Bad Kissingen

Das Anwesen Schönbornstraße 16 in Bad Kissingen, der Großen Kreisstadt des unterfränkischen Landkreises Bad Kissingen, gehört zu den Bad Kissinger Baudenkmälern und ist unter der Nummer D-6-72-114-349 in der Bayerischen Denkmalliste registriert.

## Geschichte
Das ehemalige Kurheim wurde in den Jahren 1907/08 vom Bad Kissinger Architekten Carl Krampf im barockisierenden Jugendstil errichtet. Bei dem Anwesen handelt es sich um einen dreigeschossigen Mansarddachbau mit aufwändigem Putzdekor und geschwungenem Zwerchhausgiebel. An dem stark bereinigten Gebäude ist von den barockisierenden Elementen lediglich der Putzdekor übriggeblieben.
Heute befindet sich in dem Anwesen eine Fachklinik.